# Botanophila alcaecerca
Botanophila alcaecerca är en tvåvingeart som beskrevs av Deng 1997. Botanophila alcaecerca ingår i släktet Botanophila och familjen blomsterflugor. Inga underarter finns listade i Catalogue of Life.